# 아시카가 목상효수사건
아시카가 목상효수사건(일본어: 足利木像梟首事件 아시카가모쿠조우쿄우슈지켄[*])은 막말 분큐 3년 음력 2월 22일(1863년 4월 9일) 교토 도지 원에 소재한 무로마치 막부 정이대장군 3대(아시카가 다카우지, 요시아키라, 요시미쓰)의 목상들의 목이 잘리고 그 목들을 위패들과 함께 반출하여 가모가와강 강변에 유기한 사건이다.
범인은 시마바라번의 이토 요시토루(伊藤嘉融)・우메무라 신이치로(梅村真一郎), 돗토리번의 이시카와 이쓰(石川一), 오카야마번의 오카모토 다로(岡元太郎)・노로 규사에몬(野呂久左衛門), 도쿠시마번의 나카지마 샤쿠타네(中島錫胤), 히메지번의 기타무라 요시사다(北村義貞), 이와무라다번의 쓰노다 다다유키(角田忠行) 등이었다. 그 전까지의 천주(天誅)는 개국파 및 공무합체파의 개인을 노린 것이 대부분이었지만 이 사건은 아시카가 쇼군들의 목상을 효수하여 은근히 도막의 의미를 드러낸 것으로 중요시되었다.
교토 수호직 마쓰다이라 가타모리는 이 사건에 분노, 범인 체포를 명령하였다. 로시구미의 일제 봉기도 우려되었지만 범인들은 4월에 체포되어 6월에 처벌되었다. 가타모리는 그전까지 토막파 사람들과도 대화를 시도하는 유화정책을 취하고 있었지만 이후 신센구미 등을 동원해 토막파를 토벌하는 강경책으로 돌아서게 된다.

## 같이 보기
- 도막운동(倒幕運動)
- 메이지 유신
- 마쓰다이라 가타모리